# Oleksandr Maksymtjuk
Oleksandr Maksymtjuk (ukrainska: Олександр Максимчук), är en ukrainsk kanotist.
Han tog bland annat VM-brons i C-1 500 meter i samband med sprintvärldsmästerskapen i kanotsport 2011 i Szeged.